# Troublesome Creek: A Midwestern
Troublesome Creek: A Midwestern è un documentario del 1995 diretto da Steven Ascher e Jeanne Jordan candidato al premio Oscar al miglior documentario.